# Israel Nathan Herstein
Israel Nathan Herstein (28 mars 1923 - 9 février 1988) est un mathématicien, professeur à l'Université de Chicago. Il travaille sur une variété de domaines de l'algèbre, notamment la théorie des anneaux, avec plus de 100 articles de recherche et plus d'une douzaine de livres.

## Formation et carrière
Herstein est né à Lublin, en Pologne, en 1923. Sa famille émigre au Canada en 1926, et il grandit dans un environnement dur et défavorisé où, selon lui, "on devient soit un gangster, soit un professeur de collège". Pendant ses années d'école, il joue au football, au hockey sur glace, au golf, au tennis et au billard. Il travaille également comme steeplejack et comme aboyeur dans une foire. Il obtient son baccalauréat ès sciences de l'Université du Manitoba et sa maîtrise de l'Université de Toronto. Il obtient son doctorat de l'Université de l'Indiana en 1948 sous la direction de Max Zorn. Il occupe des postes à l'Université du Kansas, à l'Université d'État de l'Ohio, à l'Université de Pennsylvanie et à l'Université Cornell avant de s'installer définitivement à l'Université de Chicago en 1962. Il est boursier Guggenheim pour l'année universitaire 1960-1961.
Il est connu pour son style d'écriture lucide, comme en témoignent ses Topics in Algebra, une introduction de premier cycle à l'algèbre abstraite qui est publiée pour la première fois en 1964, avec une deuxième édition en 1975. Il publie aussi le Noncommutative Rings  dans la série Carus Mathematical Monographs. Il s'intéresse particulièrement à la théorie des anneaux non commutatifs, mais il écrit également des articles sur les groupes finis, l'algèbre linéaire et l'économie mathématique.
Il donne de nombreuses conférences et parle italien, hébreu, polonais et portugais. Il est décédé d'un cancer à Chicago, dans l'Illinois, en 1988. Il a 30 doctorants dont Miriam Cohen (en), Wallace S. Martindale, Susan Montgomery, Karen Parshall et Claudio Procesi.